# Erythroxylum orinocense
Erythroxylum orinocense är en tvåhjärtbladig växtart som beskrevs av Johann Friedrich Klotzsch. Erythroxylum orinocense ingår i släktet Erythroxylum och familjen Erythroxylaceae. Inga underarter finns listade i Catalogue of Life.